# Кавалезе
Кавалѐзе (на италиански: Cavalese, на местен диалект: Cavalés, Кавалез) е малко градче и община в Северна Италия, автономна провинция Тренто, автономен регион Трентино-Южен Тирол. Разположено е на 1000 m надморска височина. Населението на общината е 4079 души (към 2015 г.).